# D→A Dream Radio
『D→A Dream Radio』（ディーエー ドリームラジオ）は、トンキンハウスのPlayStation 2用ゲームソフト『D→A:BLACK』及び『D→A:WHITE』に関連したインターネットラジオ番組。パーソナリティは声優の松来未祐とトンキンハウスのゲームプロデューサーである盛政樹。2003年12月7日から配信を開始。2005年1月29日配信分で終了した。全56回。
インターネットラジオの配信方法として主流のストリーミング方式ではなく、ZIP圧縮されたMP3ファイルをダウンロードする方式で配信された。配信はトンキンハウスのウェブサイトが閉鎖される2008年1月まで行われていた。

## コーナー
- 教えて盛さん
- 声優さんに聞きたい

## ゲスト
- 桑谷夏子
- tiaraway
- 浅川悠
- 川上とも子
- 井上喜久子
- 友永朱音・幡宮かのこ
- 金田朋子
- 南里侑香